# Herbiers d'Antonio Bertoloni
Pour les articles homonymes, voir Antonio Bertoloni et Bertoloni.
Les herbiers d'Antonio Bertoloni sont conservés dans les collections de l'herbier et musée botanique de l'université de Bologne.

## Les herbiers
Les herbiers d'Antonio Bertoloni forment aujourd'hui le noyau principal de l'herbier bolonais, et sont l'une des plus importantes collections herbiologiques d'Italie, autant du point de vue historique que scientifique.
La collection Bertoloni est composée principalement de deux herbiers réalisés entre 1833 et 1856 :

### Hortus Siccus Florae Italiae
Il est constitué à partir d'échantillons récoltés dans toute la péninsule italienne et les îles (Sicile, Sardaigne, Corse et îles mineures), par lui-même et par d'autres savants avec lesquels il était en contact. L'Hortus Siccus Florae Italiae comprend   803 genres et les 4 211 espèces. Ce matériel réuni est cité dans les dix volumes de sa Flora Italica. Chaque exemplaire est étiqueté avec le nom scientifique de la plante, le lieu et la date de recueil ainsi que la référence et la page du volume.

### Hortus Siccus Exoticus
Il rassemble plus de 11 000 spécimens, pour un total de 139 familles avec 544 genres, provenant de divers pays européens mais aussi de régions plus lointaines telles le Guatemala, les Antilles, la Sibérie, les Indes ou l'Irak et envoyés à Bertoloni par les plus grands botanistes de l'époque comme Augustin Pyrame de Candolle, Joseph Dalton Hooker, Pierre Edmond Boissier, Robert Brown. Une partie de ces échantillons a été aussi utilisée dans la compilation de la Flora Italica, d'autres sont décrits dans les 24 Miscellanee Botaniche ou autres ouvrages de Bertoloni telle la Florula Guatimalensis. Parmi les collections de Bertoloni, digne aussi d'intérêt est l'Hortus siccus Florac Bononiensis débuté par  Antonio, puis terminé par son fils Giuseppe qui a également réalisé un travail d'extension de toutes les collections paternelles.
Au fil du temps, la collection a subi divers dommages, en partie à cause de la guerre mais aussi à des décennies d'abandon : presque un quart de la collection résulte aujourd'hui manquante sans qu'il ait été possible d'en établir les causes exactes.